# Волюта

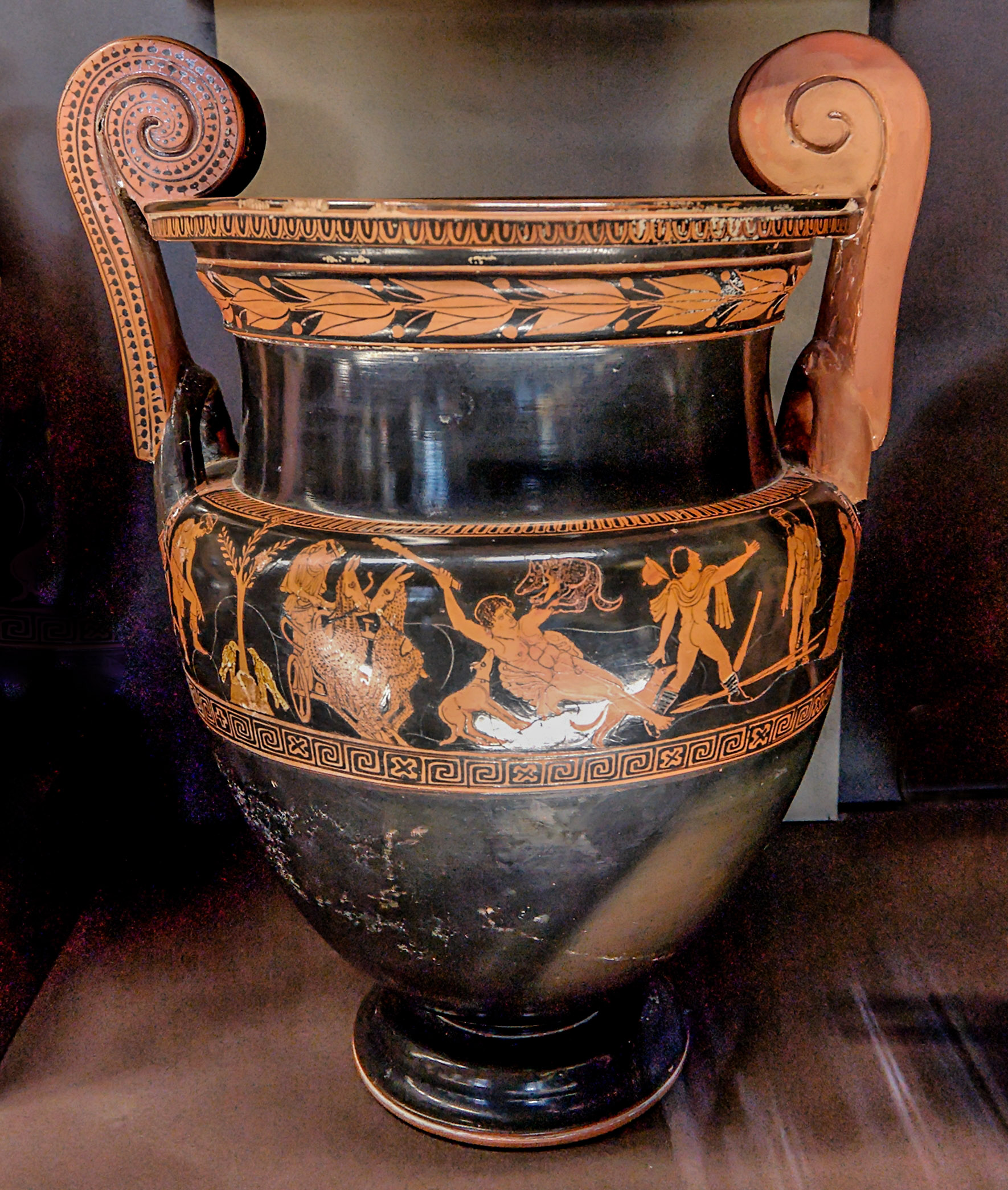
Смерть Актеона. Кратер с волютами. Вазописец шерстистых сатиров

Волю́та (итал. voluta, от лат. volutare — катать, закручивать) — завиток, спираль, архитектурный мотив, представляющий собой спиралевидный завиток с кружком («глазком») в центре.
Волюта — основной мотив орнаментики бронзового века. Встречается на каменных стелах, орудиях, бронзовой и золотой посуде, украшениях-оберегах крито-микенской эпохи. Имеет символическое значение, вероятно, подобно свастике, символ движения и жизни. В иной версии — подобно меандру — символ стихии воды. Прообразом волют — завитков капителей ионического, коринфского и композитного ордеров считают капители древней египетской архитектуры в виде распускающихся цветков лотоса и так называемые гаторические капители с металлическими деталями, изображающими растительные завитки. В древнегреческих керамических сосудах, особенно в области Апулия (на территории Италии), были распространены кратеры с высокими ручками в виде волют.
Греческие названия этого элемента — гелика (греч. hλίκx — завиток) и торнос (циркуль). Другой источник классического завитка, согласно О. Шуази, — архитектура Малой Азии, хеттские храмы, изображённые, в частности, на ассирийских рельефах VIII в. до н. э., колонны Персеполя и Ликии с деревянными «подбалками» с закруглёнными концами, которые древние строители помещали между архитравом и фустом колонны. Ещё один источник — форма эолийской, или финикийской, капители, напоминающая, по технологической версии, загнутые концы расщеплённого ствола дерева или, согласно миметической версии происхождения архитектурных форм, изображение цветка. Аналогичные капители находят в раскопках древней Этрурии на территории Италии. Однако во всех случаях происхождение этой формы связывают с изначальной деревянной строительной конструкцией.

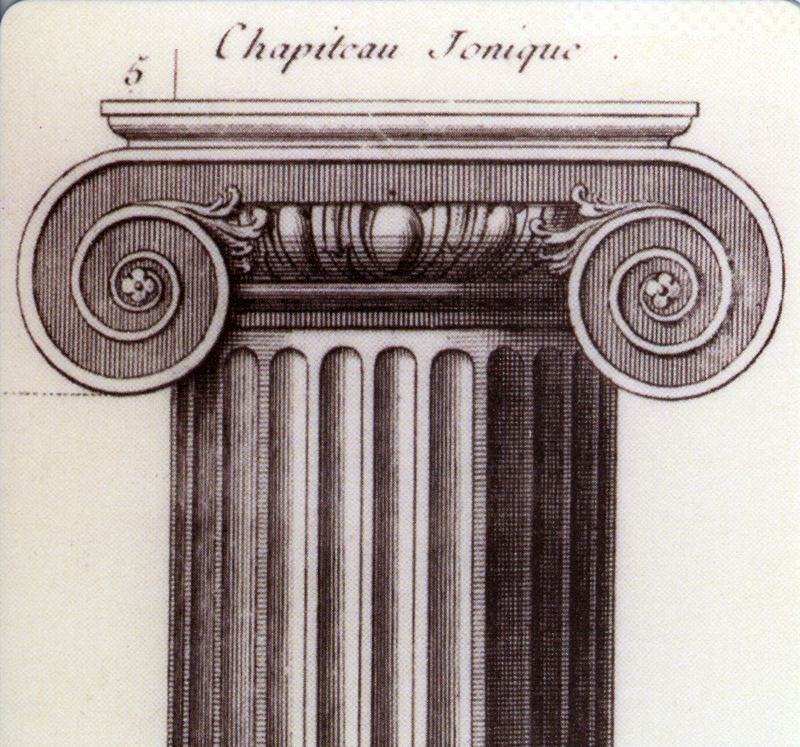
Капитель ионического ордера с двумя волютами

Капитель ионического ордера фронтальна. Парные волюты по сторонам создают фронтальную симметрию и являются торцами горизонтально расположенных балюстр (они видны с боковых сторон). Поэтому возникает «проблема угловой капители». При помещении ионической капители на угол здания с одной стороны видны только глухие балюстры. Греки придумали специальную угловую, треугольную в плане капитель, в которой две волюты сходятся под острым углом. Глазки волюты иногда делали из позолоченной бронзы в виде накладных розеток либо акцентировали цветной, блестящей на солнце глазурью. Капители коринфского и композитного ордеров, в отличие от ионических, одинаковы со всех четырёх сторон, они имеют угловые завитки, называемые кавликулами (стебельками), а также симметричные малые волюты, обращённые друг к другу, по две с каждой стороны. В эпоху итальянского Возрождения Л. Б. Альберти в трактате «Десять книг о зодчестве» (1444—1450) сравнил волюты ионической капители с «завитками древесной коры», а коринфской — с «ручками сосуда, выходящими из его тела».

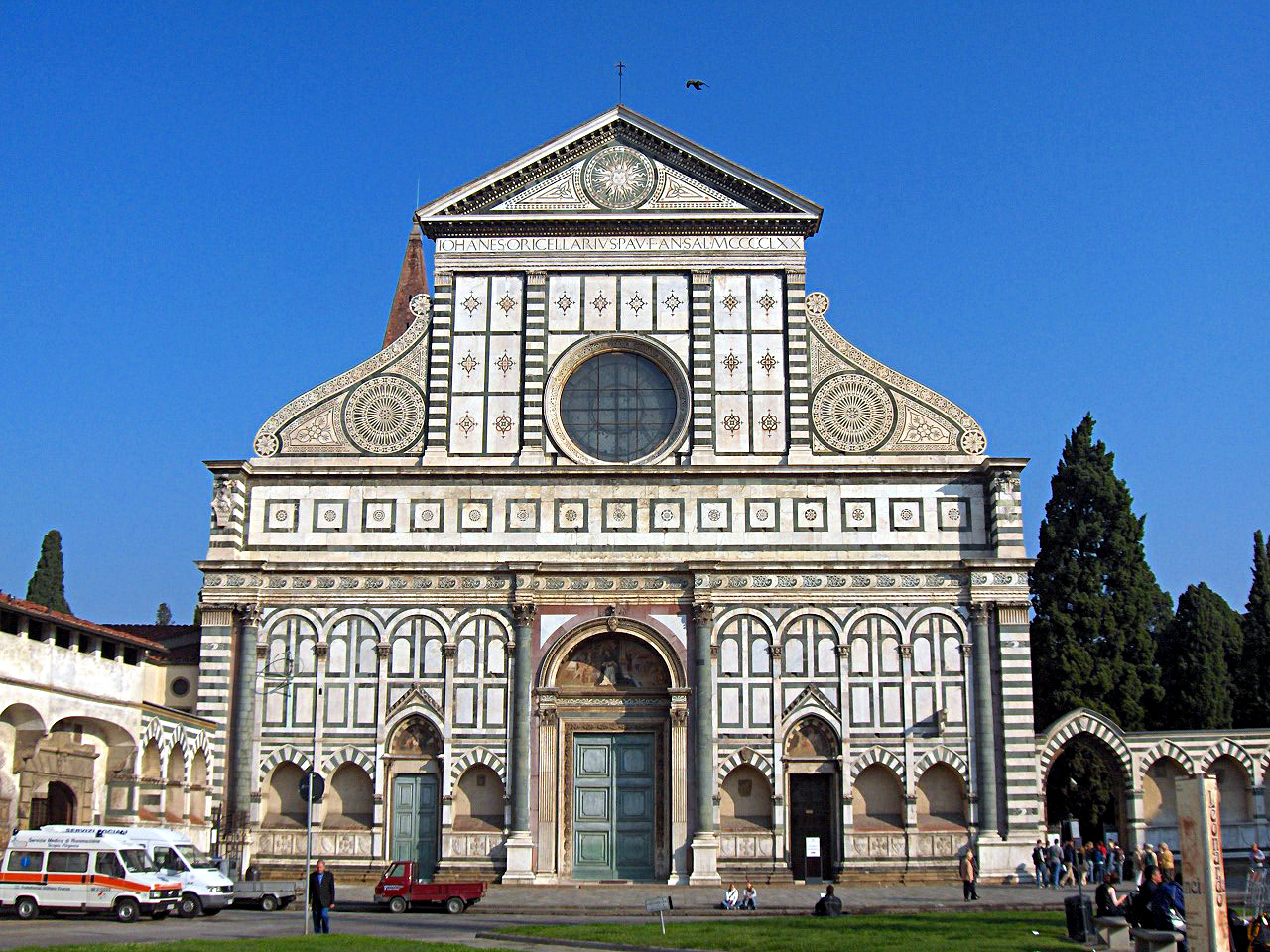
Фасад церкви Санта-Мария-Новелла. Флоренция

Волюты использовали в консолях (кронштейнах), поддерживающих вынос карниза в античных зданиях. В эпоху Возрождения Ф. Брунеллески в композиции лантерны (фонаря) купола собора Санта-Мария-дель-Фиоре (1420—1436) повернул увиденные им в античных руинах консоли на 90° и превратил их в декоративный элемент, венчающий аркбутаны. С тех пор волюты использовали по преимуществу декоративно. В фасаде церкви Санта-Мария-Новелла во Флоренции, построенной по проекту Л. Б. Альберти (1458—1470), волюты превращены в огромные завитки, эффектно связывающие верхний и нижний ярусы здания. Такой приём создаёт плавный и, одновременно, напряжённый переход от горизонтали к вертикали. Это пластическое свойство сделало волюту любимым мотивом архитекторов стиля барокко. Большие, мощные волюты в римской архитектуре стали называть эвольвентами (от лат. evolvens — разворачивающийся). Ещё одно название того же элемента — суппорты. Упругая S-образная линия волют, соединяющая большой и малый завитки, характеризует переход от поддерживающей конструкции к декоративному мотиву и, в историко-культурном аспекте, от классицизма к барокко. Гиперболизация деталей — характерное свойство архитектуры барокко. Большие эвольвенты можно увидеть на фасаде церкви Иль Джезу в Риме. Огромные волюты, необычно «положенные» на низкий цоколь, почти на землю, фланкируют вход в храм Архангела Гавриила («Меншикову башню») на Чистых прудах в Москве (1701—1707). Волюты — непременный декоративный элемент архитектуры петровского барокко в Санкт-Петербурге первой четверти XVIII в. Их можно видеть в композиции Петровских ворот Петропавловской крепости и колокольни Петропавловского собора.